# سانتا کروس د لا سیرا (بولیوی)
سانتا کروس د لا سیرا (Santa Cruz de la Sierra) مرکز استان سانتا کروس در بولیوی است.

## جغرافیا
این شهر با ۱٬۷۵۶٬۹۲۶ نفر جمعیت بزرگ‌ترین شهر بولیوی است و در شرق آن کشور قرار دارد.
ارتفاع آن از سطح دریا ۴۱۶ متر است و با این‌که هوای آن در کل گرم است، اما بادهای سردی به نام سورازوس از پامپای آرژانتین در آن می‌وزد.
نام این شهر را بیشتر به طور خلاصه، سانتا کروس می‌گویند.

## تاریخچه
سانتاکروز تا اوایل سدهٔ بیستم تا اندازهٔ زیادی تک‌افتاده بود و دارای ساختمان‌های زیادی با معماری دورهٔ استعماری است، از جمله یک کلیسای جامع سدهٔ ۱۶ و قرارگاه‌های مبلغین یسوعی.
چه گوارا، انقلابی مارکسیست، به‌وسیلهٔ ارتش بولیوی در نزدیکی واله‌گرانده در سانتا کروس د لا سیرا کشته شد.